# Maison Grand Cour
La maison Grande Cour, également appelée ancienne maison Desbassayns ou école franco-chinoise, est un bâtiment remarquable de l'île de La Réunion, département d'outre-mer français, dans le sud-ouest de l'océan Indien. Ancienne maison des maîtres d'une habitation agricole sucrière appartenant à la famille Desbassayns, elle est située au lieu-dit Saint-Charles, n°233 Chaussée Royale à Saint-Paul, et relève des Monuments historiques depuis le 8 octobre 1984, ses façades et toitures étant alors classées tandis que sont inscrits le portail d'entrée et le jardin avec sa fontaine,.

## Histoire
En 1776, la maison dite de type « pondichérien » ou « malabar » fut construite par des artisans venus de l'Inde, tailleurs de pierre, charpentiers et menuisiers, sur instructions du richissime planteur Henri Panon-Desbassayns, pour le compte de son beau-père Julien Gonneau-Montbrun. Du fait des matériaux utilisés (basalte, briques cuites, toiture enduite à l'argamaste), elle fut le seul bâtiment de la Chaussée Royale de cette époque à résister au temps. Sa façade imposante est composée de deux varangues superposées, à colonnes, avec des arcs. Les dépendances (cuisines, magasins, écuries) qui donnent rue Saint-Louis sont construites en basalte. Le portail d'entrée situé Chaussée Royale est en pierres taillées, avec un fronton gravé dans les années 1950.

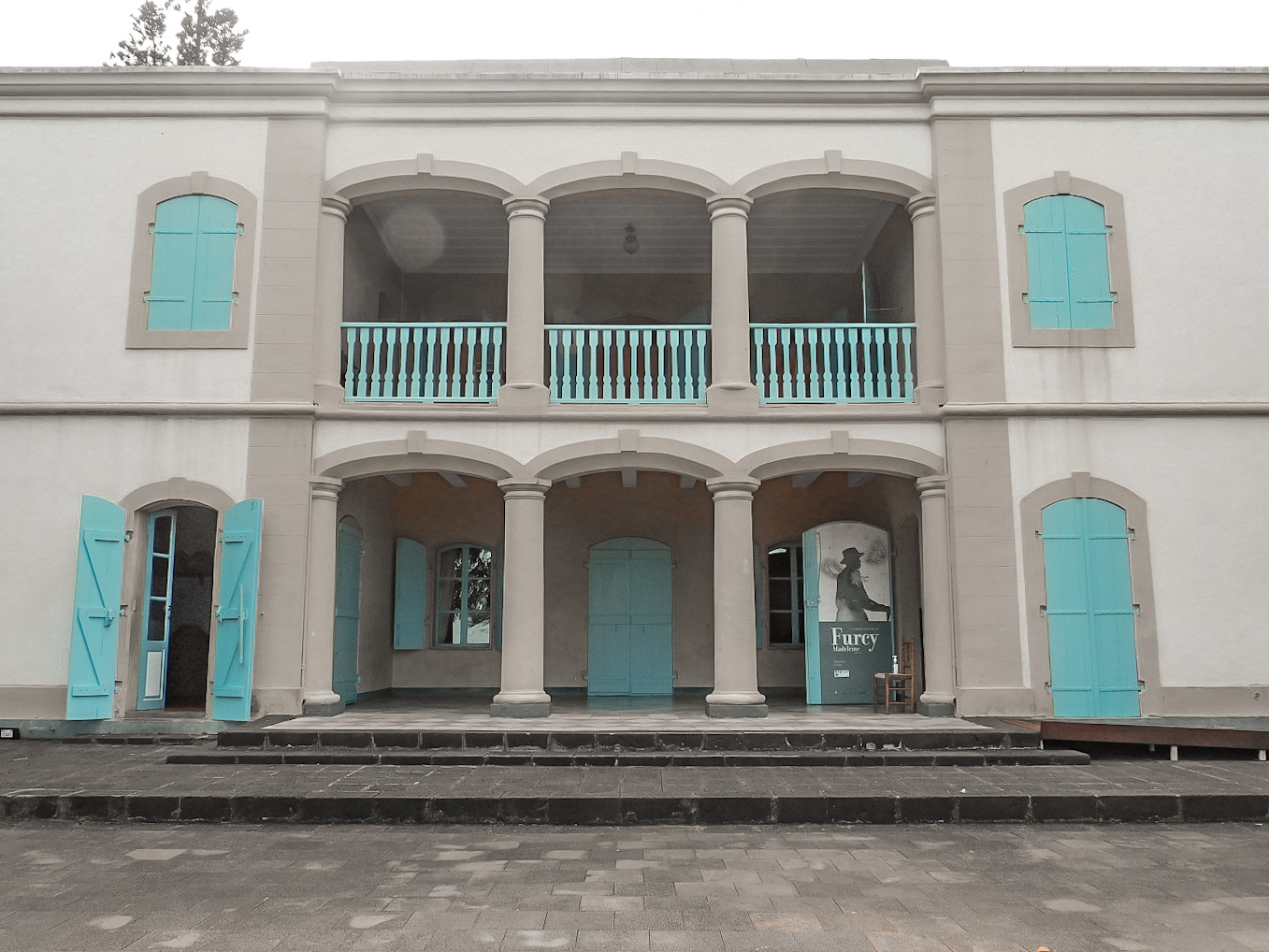
Façade de la maison des maîtres de l'habitation Desbassayns.

Elle servit de modèle pour deux autres maisons de la famille Panon Desbassayns de Richemont, une à Villèle (l'actuel musée de Villèle) et l'autre à Maison Blanche au Guillaume, qui accueille aujourd'hui un collège privé.
Elle fut utilisée en villégiature d'hiver pour la famille, Madame Desbassayns lui préférant son domaine de Villèle en pleine expansion.
En 1855, la famille mit la maison à disposition de l'évêché de La Réunion. La Grande Cour devint alors un collège catholique communal, le collège Saint-Charles, jusqu'en 1874, date à laquelle il ferma pour raisons financières. En 1885, l'héritière de la maison, petite fille de Madame Desbassayns, Marie Antoinette Camille Panon Desbassayns légua définitivement son bien à l'évêché avant de quitter la Réunion.
En 1912, elle fut louée à l'association Chinoise Kuo-Min-Tang pour un bail de 99 ans, à l'exclusion des dépendances donnant sur la rue Saint-Louis, où est installée l'école catholique Saint-Charles. A l'échéance du bail, la maison a été vendue à un office notarial puis à la mairie de Saint-Paul qui en est donc propriétaire actuellement. Dans l'intervalle, après une période d'abandon, d'importants travaux de restauration eurent lieu dans les années 50, à l'initiative du père Antoine Lan Pin Ho, missionnaire chinois souhaitant délocaliser l'école franco-chinoise de Saint-Denis. « L'école franco-chinoise Saint-Charles » fonctionna de 1958 jusqu'aux années 70. Puis l'Amicale franco-chinoise prit le relais et y propose encore aujourd'hui des cours de mandarin et d'arts martiaux. Des spectacles de danse et de musique s'y déroulent parfois dans le cadre de festivals.